# Courtland, Kansas
Courtland là một thành phố thuộc quận Republic, tiểu bang Kansas, Hoa Kỳ. Năm 2010, dân số của xã này là 285 người.

## Dân số
Dân số các năm:
- Năm 2000: 334 người
- Năm 2010: 285 người